# Saalbau Neukölln

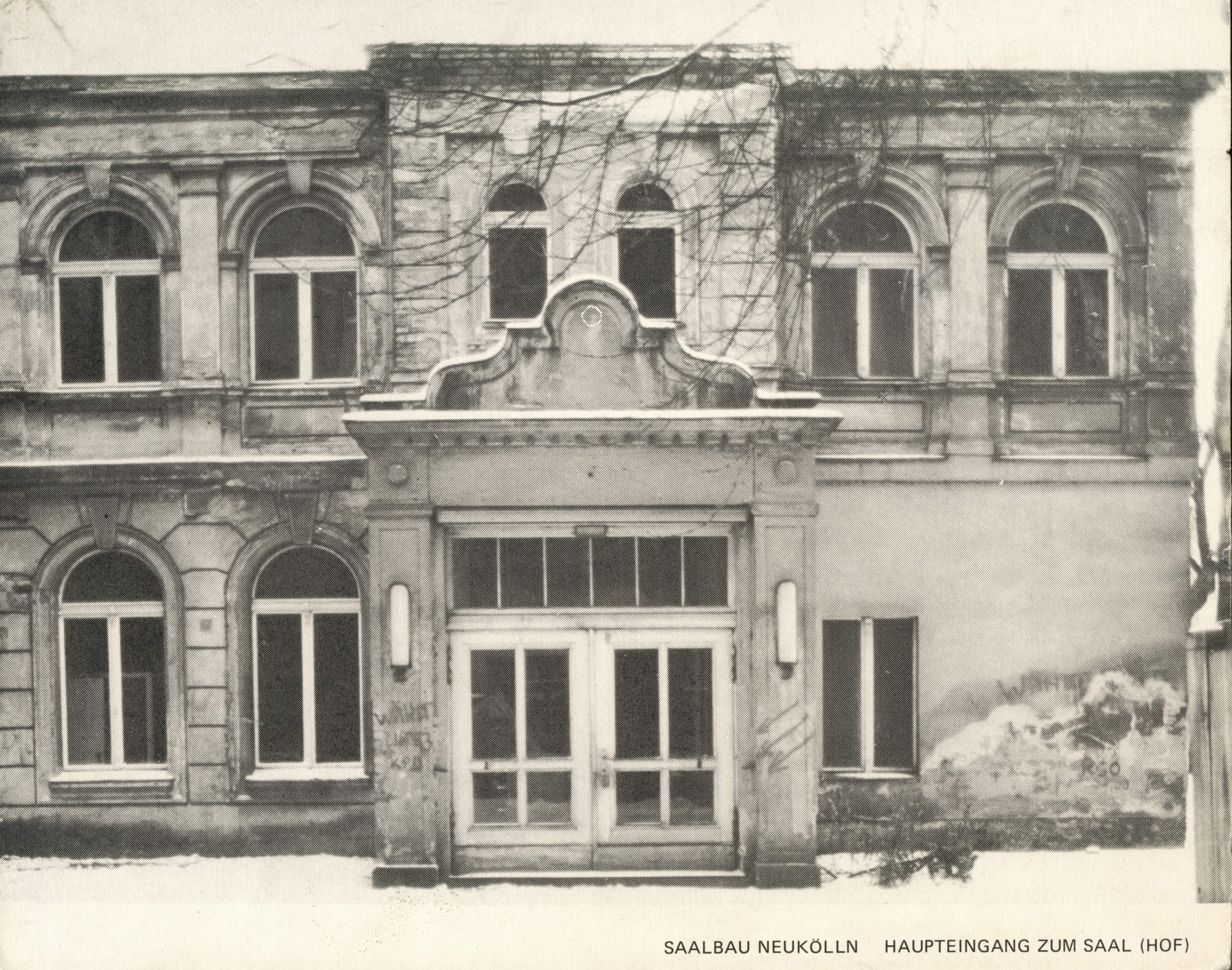
Historische Aufnahme des Saalbaus

Der Saalbau Neukölln ist eines der ältesten Kulturbauwerke Rixdorfs. Er wurde 1876 eröffnet und in folgenden Jahrzehnten mehrfach um- und ausgebaut. Seit den 1990er Jahren ist das Gebäude ein Baudenkmal.

## Geschichte
Im Jahr 1876 eröffnete auf dem Grundstück Berliner Straße (seit 1947 Karl-Marx-Straße 141) ein Lokal, das bald zu den renommiertesten Kulturstätten des Rixdorfer Bürgertums zählte. Das Haus entstand nach Bauplänen und unter Leitung des Architekten F. Teichmann. Die frühere Neorenaissance-Fassade wurde nach Entwürfen von Karl Bonatz im Stil der Neuen Sachlichkeit im Jahr 1928 umgestaltet. 1878 fand hier die erste Rixdorfer Gewerbeausstellung statt. Im Jahr 1894 wurde das Lokal erstmals ausgebaut und erhielt die Bezeichnung Bürgersäle. Ab 1899 wurde hier Theater gespielt und 1904 entstand unter dem Mitbegründer der Volksbühnenbewegung und Mitglied des Friedrichshagener Dichterkreises, Julius Türk, eines der ersten städtisch subventionierten Theater Preußens, das Rixdorfer Stadttheater. Um 1914 inszenierte hier Max Tilger.
Nach dem Ersten Weltkrieg pachtete die UFA den Saalbau und betrieb darin das Städtische Lichtspieltheater Neukölln. Im Zweiten Weltkrieg blieb der Saalbau geschlossen.
Erst acht Jahre nach Kriegsende, 1953 wurde er renoviert, 1954 umgebaut und als Konzert-, Theater- und Filmsaal unter der Ägide des Kunstamtes Neukölln wiedereröffnet. Im Jahr 1968 wurde die Vergnügungsstätte geschlossen.

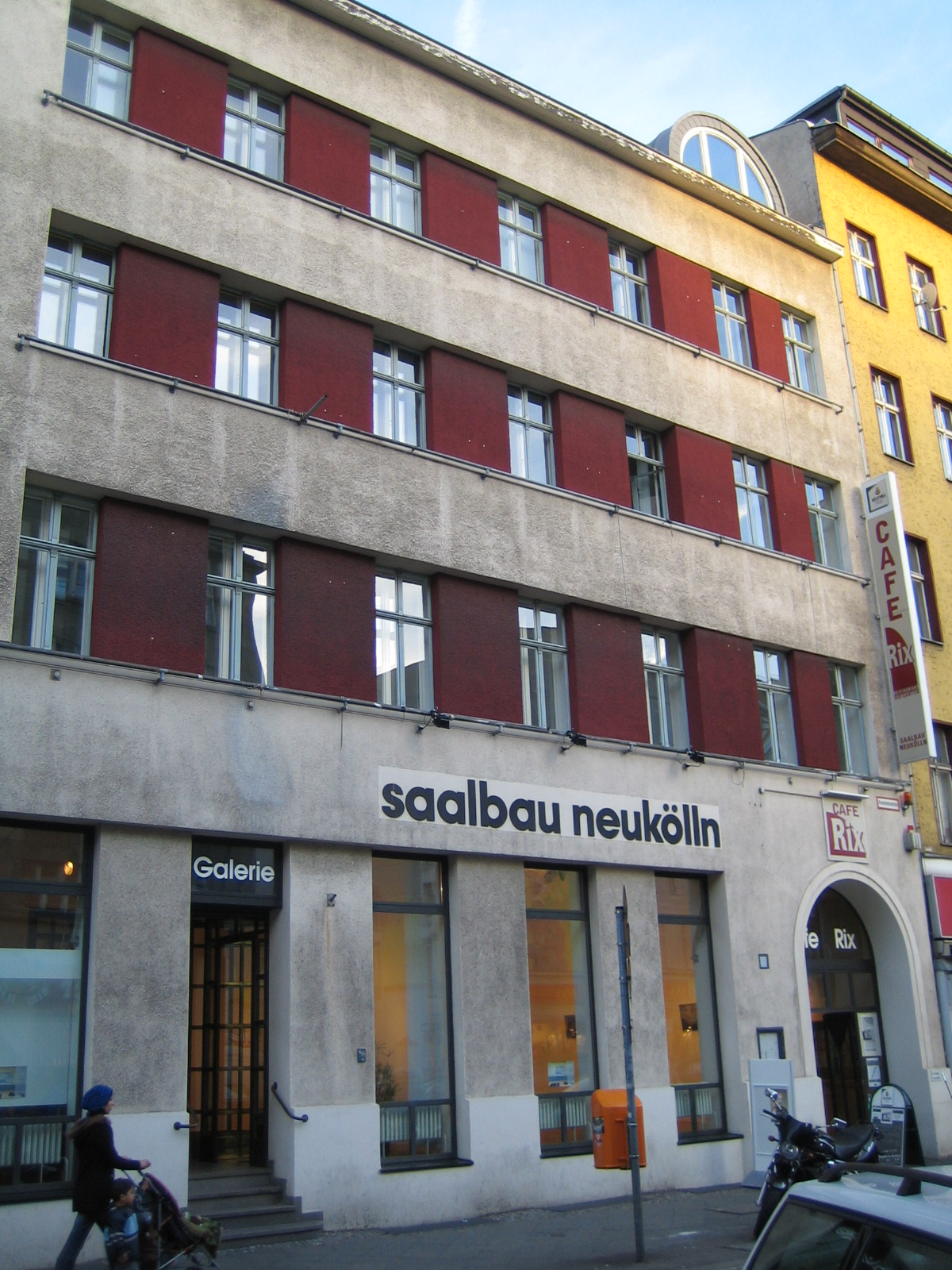
Saalbau Neukölln

Fünfzehn Jahre gab es in dem Gebäude keinerlei Kultur, es stand leer. Im Jahr 1983 begann eine intensive Neugestaltung, so dass das Haus unter dem Namen Saalbau Neukölln am 24. April 1990 mit Theater- und Konzertsaal, Ausstellungsräumen und dem Café Rix wiedereröffnet werden konnte. Seit dem 1. April 2009 bespielt das Volkstheater-Kollektiv Heimathafen Neukölln den Saalbau Neukölln.
Der Saalbau Neukölln besteht aus einem viergeschossigen Vorderhaus mit Seitenflügel. Daran schließt sich der ehemalige Ballsaal an, der im neubarocken Stil gehalten ist. In der Durchfahrt wurde bei den letzten Renovierungsarbeiten eine interessante Dekorationsmalerei freigelegt.